# Лемніската Жероно

Лемніската Жероно

Лемніската Жероно, або лемніската Гюйгенса — плоска крива, яка задовольняє рівнянню {\displaystyle \textstyle x^{4}=a^{2}(x^{2}-y^{2})}.
Отримала свою назву на честь французького математика Каміля-Кристофа Жероно, котрий описав її властивості у своєму підручнику з геометрії, виданому в Парижі у 1854 році.
Рівняння кривої у пласких координатах:
{\displaystyle y=\pm {\sqrt {\frac {a^{2}x^{2}-x^{4}}{a^{2}}}}}.
Лемніската Жероно є унікурсальною кривою, тому може бути описана в параметричному вигляді через раціональні функції:
{\displaystyle x=a{\frac {t^{2}-1}{t^{2}+1}},\ \ y=a{\frac {2t(t^{2}-1)}{(t^{2}+1)^{2}}}}.
Параметричний вигляд через тригонометричні функції:
{\displaystyle x=a\cos(t),\ \ y=a\sin(t)\cos(t)=a\sin(2t)/2,}
або
{\displaystyle x=a\cos(\omega t),\ \ y=b\sin(\omega t)\cos(\omega t)=b\sin(2\omega t)/2}
і є однією з фігур Ліссажу з подвоєною частотою коливань за віссю {\displaystyle y} відносно коливань за віссю {\displaystyle x} і нульовим зсувом фаз.